# Août 1879

## Événements
- Le roi des Belges Léopold II finance l'expédition au Congo d'Henry Morton Stanley fin en juin 1884).
  - Sur ordre de Léopold II, Stanley amène progressivement les ethnies locales à se constituer en États indépendants sous l’égide de la Belgique qui entend ainsi exploiter à son seul profit les grandes richesses du bas Congo en caoutchouc et en ivoire.

- 9 août, France : loi Paul Bert obligeant les départements à avoir une École Normale de garçons et une École Normale de filles.
- 12 août (Autriche) : cabinet conservateur Taaffe (fin en 1894). Il étudie une nouvelle législation du travail.
- 23 août : des immigrants portugais arrivent à Hawaii à bord du Ravenscrag avec des cavaquinhos qui seront à l'origine du ukulélé.
- 24 août : Cuba connaît une nouvelle insurrection, la « Guerra Chiquita ». Elle ruine un peu plus une économie déjà exsangue qui tombe aux mains des Nord-Américains.

## Naissances
- 1er août : Eva Tanguay, chanteuse.
- 8 août: Princesse Teri'inavahoro'a Teri'itari'a Teurura'i, princesse héritière de Huahine et Maia'o.
- 15 août : Albert Hazen Wright, zoologiste américain († 4 juillet 1970).
- 24 août : Achille Delattre, homme politique belge († 13 juillet 1964).
- 31 août : Alma Mahler, née Schindler, artiste, compositrice et peintre d'origine autrichienne († 11 décembre 1964).